# Altan Debter
Altan Debter (cirillico mongolo : Алтан дэвтэр Altan devter, scrittura mongola :ᠠᠯᠲᠠᠨ ᠳᠡᠪᠲᠡᠷ Altan debter, letteralmente "Il libro d'oro") è una storia antica, ora perduta, dei mongoli. Di autore ignoto, era la storia ufficiale di Gengis Khan, dei suoi antenati e discendenti. Lo storico persiano Rashid al-Din Hamadani (1247–1318) se ne servì come fonte per le sue cronache, Jami' al-tawarikh. Taluni storici credono che la celebre Storia segreta dei mongoli abbia attinto al Altan debter quale fonte mentre altri, come David Morgan, sostengono che le due opere, sebbene concordanti su fatti ed eventi generali, «sono chiaramente abbastanza indipendenti l'una dall'altra.» Unitamente alla Storia segreta, funse certamente da fonte per il testo storico cinese Shengwu qizheng lu (聖武親征錄S, lett. "Le campagne di Gengis Khan"), redatto per volontà del Khagan Kublai Khan (r. 1260–1294).

## Descrizione
Stando alle recenti ricostruzioni, l'Altan Debter, di autore ignoto, era un testo dal valore sacrale, proprio per questo disponibile unicamente in lingua mongola, gelosamente custodito dai vari rami del clan Borjigin che, alla dissoluzione dell'Impero mongolo costituito da Gengis Khan, crearono vasti potentati in Eurasia. Solo i nobili e i principi appartenenti alla dinastia mongola regnante avevano accesso al libro.
Una copia era conservata dalla dinastia Yuan (1279–1368) fondata da Kublai Khan (r. 1260–1294), nipote di Gengis Khan e V Khagan (imperatore) dell'Impero mongolo, in Cina. Gli storici cinesi non vi ebbero però libero accesso salvo, come sostenuto dal sinologo francese Paul Pelliot (1878–1945), che per la realizzazione del Shengwu qizheng lu (聖武親征錄S, lett. "Le campagne di Gengis Khan") che conterrebbe appunto traduzioni in lingua cinese del Debter. Ultimato al tempo di Buyantu Khan (r. 1311–1320), lo Shengwu sarebbe stato inizialmente redatto al tempo di Kublai e più volte rieditato, in cinese tanto quanto in mongolo, proprio perché ritenuto carente sino a che l'ultimo redattore, un mongolo di nome Chagan, non poté attingere al Debter oltre che alla Storia segreta dei mongoli.
Un'altra copia era certamente custodita nell'archivio di stato del Ilkhanato di Persia (1256–1335), fondato da Hulagu Khan (1217–1265), fratello di Kublai. Non si trattava di un volume ma d'un insieme di fogli separati, alcuni dei quali mai messi in ordine. Incaricato di redigere una cronaca della storia del mondo culminante con le imprese di Gengis Khan e dei suoi successori da Ilkhan Ghazan Khan (r. 1295–1304), bisnipote di Hulagu, lo storico persiano Rashid al-Din Hamadani (1247–1318), già burocrate al servizio dello stesso Hulagu, ebbe esclusivo accesso al Debter del quale poté così tradurre alcune parti in lingua persiana e cui rimanda espressamente nel suo testo. Proprio per questo motivo, l'opera di Hamadani è ad oggi riconosciuta come la principale fonte d'informazioni circa l'Altan Debter.
Mancano invece riferimenti alla presenza del Altan Debter presso la corte del Khanato dell'Orda d'Oro (1242–1502), fondato da Batu Khan (1205–1256), nipote di Gengis Khan, occupante le propaggini più occidentali del ex-Impero mongolo, ma, in generale, la presenza di cronisti e di opere storiche presso questo khanato non sono antecedenti al XIV secolo. Mancano parimenti riferimenti alla presenza del Altan Debter presso la corte del Khanato Chagatai (1225–1687), fondato da Chagatai (1183–1242), figlio di Gengis Khan, il più longevo degli stati successori dell'Impero gengiscanide.

### Esplicative
1. ↑  A titolo esemplificato, anche il codice giuridico orale promulgato da Gengis Khan per portare ordine nel neonato e multietnico Impero mongolo, lo Yasa, fu testo sacro unicamente disponibile in lingua mongola e ad un numero ristrettissimo di eletti - (EN) Igor de Rachewiltz, Some reflections on Cinggis Qan's Jasat, in East Asian History, vol. 6, Institute of Advanced Studies Australian National University, 1993,  p. 92.

### Bibliografiche
1. ↑  Morgan 2007, p. 11.
2. 1 2 3  (EN) Paul Ratchnevsky, Genghis Khan : his life and legacy, traduzione di Thomas Haining, Oxford, Blackwell Publishing, 1991,  p. xii, ISBN 9780631167853.
3. ↑  Shastina 1985.
4. 1 2  (RU) R.P. Khrapachevskij, Военная держава Чингисхана [Il potere militare di Gengis Khan], AST, 2005,  pp. 410-411, ISBN 5170279167.
5. 1 2  (EN) Christopher P. Atwood, Shengwu qinzheng lu, in Encyclopedia of Mongolia and the Mongol Empire, New York, Facts on File, 2004, ISBN 9780816046713.
6. ↑  Blochet 1910, pp. 97-98.
7. ↑  (EN) Charles J. Halperin, The Missing Golden Horde Chronicles and Historiography in the Mongol Empire, in Mongolian Studies, vol. 23, 2000,  pp. 1-15.